# In My Defence
In My Defence is een nummer van de Britse zanger Freddie Mercury, bekend van de rockgroep Queen, uit 1992. Het nummer is geschreven door Dave Clark, David Soames en Jeff Daniels voor Clarks musical Time. Tijdens de musical zong Mercury het nummer samen met Cliff Richard, dit was de laatste keer dat Mercury live zou zingen; zijn laatste optreden was in 1988 toen hij Barcelona zong samen met Montserrat Caballé, maar hier playbackte hij. Het nummer werd opgenomen als soloproject in oktober 1985, ongeveer zes maanden nadat Mercury's eerste soloalbum Mr. Bad Guy verscheen. Het nummer verscheen als eerst op het album Time uit 1986. Andere versies zijn onder andere de Ron Nevison Mix, uitgebracht op The Freddie Mercury Album uit 1992 en een instrumentale versie voor de dvd-box The Solo Collection uit 2000.
De videoclip van het nummer werd opgenomen na het overlijden van Mercury op 24 november 1991 en werd geregisseerd door Rudi Dolezal. De clip was een montage van ongebruikt materiaal van vroegere videoclips en hoogtepunten van Mercury's carrière. Dolezal wilde dat Mercury blij in de video verscheen. De clip bevat ook uitspraken van Mercury en eindigt met de zin "I still love you" van de Queen-single These Are the Days of Our Lives.